# Una notte d'estate (Gloria)
Una notte d'estate (Gloria) è un film del 1980 diretto da John Cassavetes.
Il film, che ha avuto un remake nel 1999, diretto da Sidney Lumet, ha vinto il Leone d'oro alla 37ª Mostra internazionale d'arte cinematografica di Venezia, ex aequo con Atlantic City, U.S.A. di Louis Malle.

## Trama
Nel South Bronx, Jeri Dawn sta tornando a casa con la spesa. All'interno dell'atrio del suo condominio, passa un uomo il cui vestito e il cui aspetto sono fuori posto. La donna sale rapidamente sull'ascensore. Viene accolta nel suo appartamento dal marito Jack Dawn, contabile di una famiglia mafiosa di New York, e si scopre che c'è una taglia su Jack e la sua famiglia, dato che ha agito come informatore per l'FBI. Improvvisamente la vicina di casa, Gloria Swenson, suona il campanello, chiedendo di prendere in prestito del caffè. Jeri racconta a Gloria dell'imminente colpo e implora Gloria di proteggere i bambini. Gloria, fidanzata di un ex mafioso e a cui non piacciono i bambini, a malincuore è d'accordo. La figlia dei Dawns si rifiuta di andarsene e si chiude in bagno, così Gloria porta nel suo appartamento solo il loro giovane figlio, Phil.
Dopo aver sentito forti colpi di fucile a pompa nell'appartamento dei Dawns, Gloria, visibilmente scossa, decide che lei e il bambino devono nascondersi. Dopo aver preso in fretta e furia una borsa, prende il suo gatto e lascia l'appartamento con Phil, proprio mentre una squadra della polizia sta entrando nell'edificio. Nel frattempo una folla di spettatori e giornalisti si è radunata davanti all'edificio, e un cameraman scatta una foto dei due. Gloria e Phil prendono un taxi per Manhattan, dove si nascondono in un appartamento vuoto di un suo amico. Mentre Phil dorme, Gloria ha la TV accesa e sente un notiziario che dice che c'è stato un omicidio mafioso nel South Bronx, e che il nome del sospetto rapitore è Gloria Swenson.
La mattina seguente Gloria e Phil escono di nascosto dall'appartamento, proprio mentre un gruppo di gangster si avvicina a loro. I gangster, vecchi amici di Gloria, la affrontano sul marciapiede esterno, esortandola a rinunciare a Phil e al registro. Disperata, Gloria svuota la sua pistola contro l'auto dei cinque gangster, che - messa in fuga - si ribalta. Gloria si rende ora conto che il suo destino e quello di Phil sono intrecciati, e che i due dovranno lasciare New York per sopravvivere. La donna si reca in banca a svuotare la sua cassetta di sicurezza, e i due passano la notte in un albergo ultraeconomico. Il giorno dopo Gloria si confronta in un ristorante con un altro gruppo di gangster, chiedendo l'immunità in cambio del registro. Uno dei sicari si dimostra titubante, e perciò la donna requisisce loro le pistole e fugge.
Il giorno dopo, Gloria dice a Phil che ha intenzione di mandarlo in un collegio. Offeso dalle sue intenzioni, Phil sostiene di essere un uomo indipendente e cresciuto, che può cavarsela da solo. La donna decide quindi di abbandonarlo e di bere qualcosa, ma viene presto colta dai sensi di colpa; si precipita di nuovo a cercarlo, ma il ragazzo è stato catturato da alcuni mafiosi. Gloria lo salva, uccidendo un delinquente e fuggendo da altri due dapprima in taxi e poi in metropolitana, dove diversi astanti l'aiutano a fuggire dalla coppia di malviventi. I due arrivano infine in una stanza d'albergo, dove Gloria lamenta la forza e l'onnipresenza della mafia, spiegando a Phil che una volta era l'amante stessa di Tanzinni. La donna, incontrato Tanzinni, abbandona il registro e fugge, uccidendo un gangster. Phil aspetta diverse ore, poi fugge a Pittsburgh in treno. In un cimitero, Phil e Gloria si riuniscono.

## Riconoscimenti
- 1981 - Premio Oscar
  - Candidatura Miglior attrice protagonista a Gena Rowlands
- 1981 - Golden Globe
  - Candidatura Miglior attrice in un film drammatico a Gena Rowlands
- 1980 - Mostra internazionale d'arte cinematografica di Venezia
  - Leone d'oro al miglior film a John Cassavetes
- 1981 - Boston Society of Film Critics Award
  - Migliore attrice protagonista a Gena Rowlands
- 1980 - Razzie Award
  - Peggior attore non protagonista a John Adames